# YZ Кита
YZ Кита (англ. YZ Ceti) — одиночна зоря, червоний карлик головної послідовності у сузір'ї Кита. Хоча це одна з найближчих до Сонця зір — відстань до неї становить трохи понад 12 світлових років, — побачити її неозброєним оком неможливо. Визначено, що це спалахуюча зоря, яка зазнає стрибкоподібних коливань яскравості. Маса YZ Кита становить лише 8,5 % сонячної, а її світність у звичайних умовах — менше 1/5000-ї сонячної.
Зоря розташована дуже близько до Тау Кита — зорі спектрального класу G8. Їх розділяє відстань лише 1,6 світлового року — це лише третина відстані між Сонцем і його найближчою сусідкою, Проксимою Центавра. До зорі Лейтен 726-8 — 3,6 св. року.

## Планетна система
10 серпня 2017 року було оголошено про відкриття за допомогою високоточного ешеллівського спектрографу HARPS з обсерваторії Ла-Сілья в Чилі трьох землеподібних планет, виявлених на орбітах навколо YZ Кита, а також ймовірної четвертої планети.
SETI не розглядала систему YZ Кита як об'єкт пошуку позаземного життя взагалі. Головною причиною цього є природа самої центральної зорі: вона вкрай нестабільна і віднесена астрономами одразу до двох категорій змінності. Змінність типу BY Дракона викликана не тільки наявністю на її поверхні значних за площею плям, а й бурхливою хромосферною активністю. Це створює значні проблеми для зародження життя на близьких до зорі планети. Крім цього, у YZ Кита спостерігається змінність, прототипом якої є майже сусідня з нею зірка UV Кита (Лейтен 726-8). YZ Кита — це спалахуюча зоря, а це обумовлює періодичні потужні викиди енергії та випромінювань у різних діапазонах.

### YZ Кита b
Орбіта планети YZ Кита b має практично правильну круглу форму і має радіус приблизно 0,015 астрономічної одиниці. Орбітальний період планети трохи менший за дві земні доби, а її маса становить близько 75 % від маси Землі. Середня температура на її поверхні змінюється в межах від 350 до майже 500 К, що виключає можливість існування води на її поверхні в рідкому стані, а отже, імовірність зародження життя на цій планеті більш ніж примарна.
Останні спостереження радіотелескопів VLA (Very Large Array) у Нью-Мексико (США) виявили докази наявності магнітного поля на планеті YZ Кита b. Згідно з дослідженням, яке було опубліковане 3 квітня 2023 року в журналі Nature Astronomy, це є першим можливим виявленням магнітного поля на планеті за межами Сонячної системи.
Магнітні поля особливо цікаві астрономам, оскільки вони є важливим чинником для зародження життя. Без магнітного поля енергетичні частинки зорі можуть знищити атмосферу планети, позбавляючи газової оболонки, яка допомагає підтримувати життя на планеті.

### YZ Кита c
Планета YZ Кита c майже співрозмірна за масою із Землею. Її відстань від центрального світила становить близько 0,02 а. о., а орбітальний період трохи більше, ніж три земні доби. Середні температури — від 300 до 420 К — залишають певну ймовірність для наявності на планеті рідкої води, а з нею — слабку надію на існування на ній життя.

### YZ Кита d
Третя підтверджена планета системи, YZ Кита d, приблизно на 14 % масивніша від Землі. Її відстань від центральної зорі становить близько 0,027 а. о. при орбітальному періоді в більш ніж 4,5 земної доби. Температура на її поверхні, від 260 до 370 К, практично гарантує відносно комфортні умови для існування води в рідкому стані, а отже, YZ Кита d є головним об'єктом пошуків життя в цій планетарній системі.

### YZ Кита е (гіпотетична)
Відзначимо і поки що виключно гіпотетичну планету YZ Кита е, існування якої ще потребує доведення. Її маса може становити близько половини маси Землі, а відстань від центрального світила — близько 1/100 а. о. при орбітальному періоді в одні земну добу. Подібні характеристики вказують на те, що YZ Кита е, якщо вона й існує, є надто розпеченою, температура на її поверхні унеможливлює існування не тільки рідкої води, а й будь-якої атмосфери в цілому.